# Trzepnica
Trzepnica is een dorp in de Poolse woiwodschap Łódź. De plaats maakt deel uit van de gemeente Łęki Szlacheckie.